# Ruth Belville
Elizabeth Ruth Naomi Belville, zwana również Greenwich Time Lady (ur. 5 marca 1854, zm. 7 grudnia 1943) – brytyjska przedsiębiorczyni, sprzedawczyni czasu z Londynu.
Razem z matką Marią i ojcem Johnem, sprzedawała czas. Codziennie rano nastawiała rodzinny zegarek na Greenwich Mean Time, który odczytywała z zegara na szczycie wieży Królewskiego Obserwatorium Astronomicznego w Greenwich, a potem pomagała mieszkańcom Londynu nastawić ich domowe i kieszonkowe zegary za drobną opłatą.

## Historia

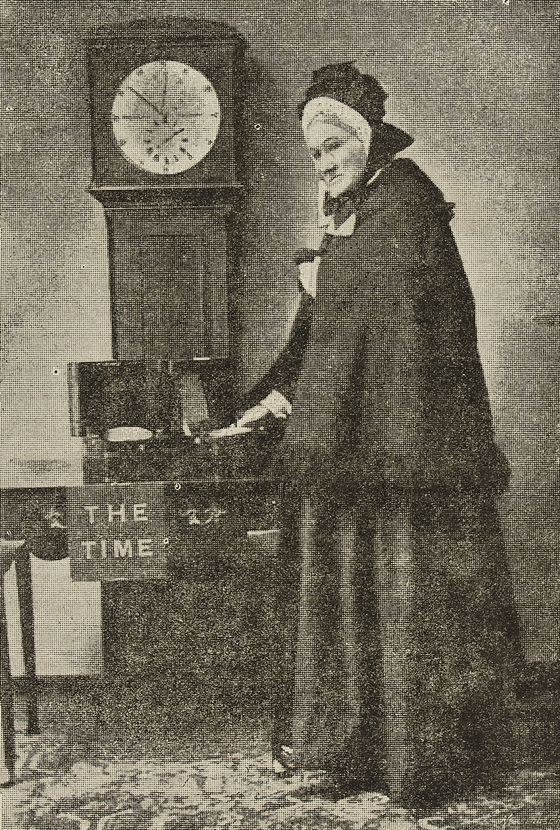
Maria Belville, 1892

Ojciec Ruth, John Henry Belville, utworzył firmę w 1836 roku, zdobywając ponad 200 klientów na terenie Londynu. Każdego ranka, nastawiał swój kieszonkowy zegarek zgodnie ze wskazaniami zegara na szczycie wieży Królewskiego Obserwatorium Astronomicznego w Greenwich, a potem ruszał w trasę po Londynie swoim powozem. Po jego śmierci w 1856 roku jego żona Maria przejęła rodzinny interes, który kontynuowała do swojej śmierci w 1892 roku.
W 1892 roku przedsiębiorstwo przejęła córka Johna i Marii, Ruth. Ruth prowadziła interes do 1940 roku, kiedy w wieku 86 lat przeszła na emeryturę, nie będąc w stanie podróżować codziennie ponad 12 mil. Zmarła w wieku 89 lat.

### Zegarek
Używany przez rodzinę zegarek został stworzony przez Johna Arnolda dla księcia Sussexu, Augusta Fryderyka. Zegarek o numerze 485/786 został podarowany przez księcia rodzinie Belville w latach 30. XIX wieku. Zegarek początkowo miał złotą obudowę, ale John Belville zmienił ją na srebrną z obawy o możliwe próby kradzieży. Po śmierci Ruth zegarek został podarowany przez jej rodzinę stowarzyszeniu Worshipful Company of Clockmakers.

## Konkurencja
Firma rodziny Belville była konkurencją dla Johna Wynne’ego, dyrektora Standard Time Company, który sprzedawał usługi polegające na codziennym wysyłaniu aktualnej godziny telegrafem do bogatszych londyńskich rodzin. Podczas przemowy w czasie spotkania w United Wards Club, Wynne oskarżył Marię i Ruth Belville o używanie swojej kobiecości w zdobywaniu klientów.
Przemowa została opublikowana w gazecie „The Times”, ale artykuł nie wspomniał ani o Wynne’ym, ani o Standard Time Company. W wyniku publikacji Ruth Belville zdobyła rozgłos i stała się bohaterką wielu artykułów w londyńskich gazetach. Ruth nazwała oskarżenia Wynne’ego niedorzecznymi i absurdalnymi, wspominając również, że jedyne, co zdołał osiągnąć jej konkurent, to zwiększenie jej rozpoznawalności oraz zwiększenie jej przychodów.